# AI Dungeon
AI Dungeon — бесплатная однопользовательская и многопользовательская текстовая приключенческая игра, использующая искусственный интеллект для создания игрового контента. Первая версия игры была доступна на Google Colab в мае 2019 года, а её вторая версия (первоначально называвшаяся AI Dungeon 2) была выпущена также онлайн для iOS и Android в декабре 2019 года. Затем в июле 2020 года модель ИИ была обновлена.

## Геймплей
AI Dungeon — это текстовая приключенческая игра, в которой искусственный интеллект используется для создания неограниченного сюжета в ответ на действие игрока.
Игрокам предлагается выбрать сеттинг для своего приключения (например, фэнтези, мистика, апокалипсис, киберпанк, зомби), за которыми следуют другие параметры, относящиеся к сеттингу (например, класс персонажа для фэнтези).
После начала игры есть четыре основных метода взаимодействия, которые можно выбрать для каждого фрагмента текста, введённого игроком:
- Do: действие, которое игрок хочет совершить в игре. Должно сопровождаться глаголом.
- Say: действие, позволяющие игрокам общаться с другими персонажами.
- Story: действие, позволяющие направлять сюжет в необходимое игроку русло. Могут сопровождаться предложениями, описывающими нечто, что происходит для развития истории, или то, что игроки хотят, чтобы ИИ знал для будущих событий.
- See: действие, при котором игрок описывает действия вокруг себя (своего персонажа), а ИИ в свою очередь генерирует изображение.

Игра адаптируется и реагирует на большинство действий, вводимых игроком. Пустой ввод также можно использовать, чтобы побудить ИИ к генерации дальнейшего контента. Кроме того, игра предоставляет игрокам возможность отменить/повторить или изменить недавние события, чтобы улучшить повествование игры. Игрокам также предоставляется возможность явно указать ИИ, какие элементы следует «запомнить» для использования в дальнейшем прохождении.

### Пользовательский контент
В дополнение к предварительно настроенным настройкам, доступным в AI Dungeon, у игроков есть возможность создавать собственные «приключения» с нуля, описывая мир в текстовом формате. Затем ИИ сгенерирует обстановку, основываясь на данных пользователя. 

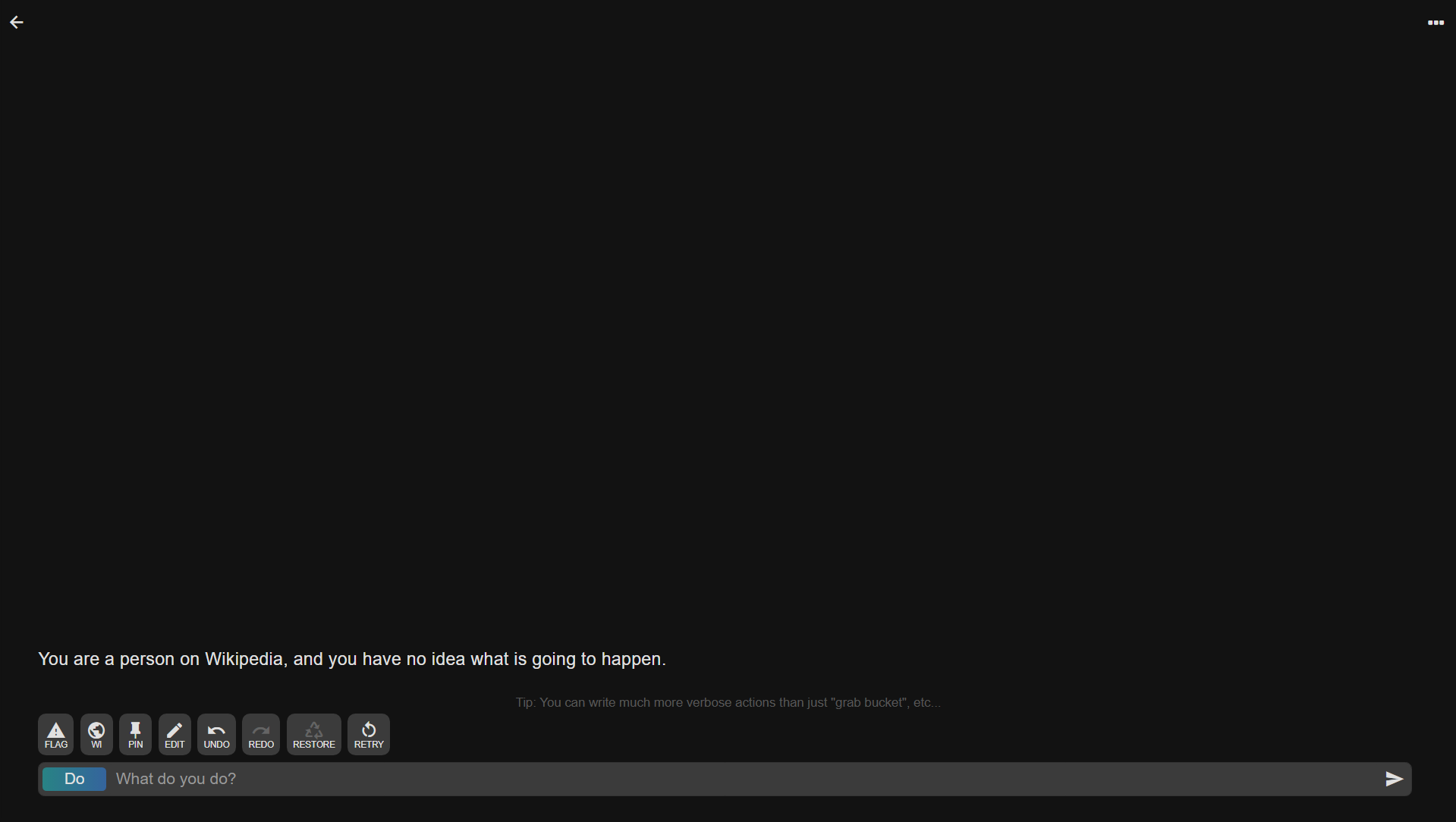
Начало пользовательского приключения

Пользовательские приключения, созданные игроками, могут быть опубликованы для других. Игра предоставляет интерфейс для просмотра опубликованных приключений, а также возможность оставлять комментарии и ставить лайки.

### Мультиплеер
AI Dungeon включает в себя многопользовательский режим, в котором у разных игроков есть свой персонаж, и они могут по очереди взаимодействовать с ИИ в рамках одной игровой сессии. Поддерживается как сетевая игра на нескольких устройствах, так и локальная игра на одном устройстве. Хост (игрок) получает дополнительные возможности, с помощью которых он может контролировать ИИ и вносить изменения в его работу.
В отличие от однопользовательской игры, в которой используется повествование от второго лица, в многопользовательской игре используется повествования от третьего лица.

### Миры
AI Dungeon позволяет игрокам устанавливать свои приключения в определенных «мирах», которые дают контекст приключению. Впервые функция была выпущена с двумя разными мирами, доступными для выбора: «Xaxas», «мир спокойствия и процветания», и «Kedar», «мир драконов, демонов и монстров».

## Разработка

### AI Dungeon Classic(ранняя версия GPT-2)
Первая версия AI Dungeon (иногда называемая AI Dungeon Classic) была разработана и создана Ником Уолтоном из лаборатории глубокого обучения «Восприятие, контроль и познание» Университета Бригама Янга в марте 2019 во время хакатона. До этого Уолтон работал стажером в нескольких компаниях в области автономных транспортных средств.

На данном этапе использовалась ранняя версия нейронной сети обработки естественного языка GPT-2, созданная OpenAI, позволяющая ей генерировать собственные оригинальные приключенческие повествования. Во время первого взаимодействия с GPT-2 Уолтон был частично вдохновлен настольной игрой Dungeons & Dragons, в которую он впервые играл со своей семьей несколькими месяцами ранее:
«Я понял, что не было доступных игр, которые давали бы вам такую же свободу действий, какую я нашёл в [Dungeons & Dragons]…Вы можете быть настолько креативными по сравнению с другими играми.» 
Это заставило его задуматься о том, может ли ИИ действовать как Мастер Подземелий (участник-организатор в настольной игре Dungeons & Dragons).
В отличие от более поздних версий AI Dungeon, оригинальная версия не позволяла игрокам делать любое действие, которое они хотели. Вместо этого генерировался список возможных действий на выбор.
Первая версия игры была выпущена для публики в мае 2019 года. Она была выпущена в Google Colab, бесплатной интерактивной облачной среде для работы с кодом от Google. Игрокам требовалось загрузить полную модель, 5 гигабайт данных на тот момент. В течение нескольких дней после первоначального выпуска эта обязательная загрузка привела к тому, что плата за пропускную способность составила более 20 000 долларов, что вынудило временно закрыть игру до тех пор, пока не было создано альтернативное решение на основе одноранговой сети.
Первоначальную версию игры не стоит путать с другой приключенческой игрой на основе GPT-2, GPT Adventure, созданной аспирантом нейронауки Северо-Западного университета Натаном Уитмором, также выпущенной в Google Colab через несколько месяцев после публичного выпуска AI Dungeon.

Размышляя позже о первой версии своей игры, Уолтон заявил, что:
«Первая версия AI Dungeon была по-своему забавной, но она почти никогда не могла сформировать связную историю… она была совсем не похожа на то, чем стала сегодня». 

### AI Dungeon 2(полная версия GPT-2)
В ноябре 2019 года OpenAI выпустила новую «полную» версию GPT-2. Эта новая модель включала поддержку 1,5 миллиарда параметров (которые определяют точность, с которой модель машинного обучения может выполнять задачу), по сравнению с версией со 126 миллионами параметров, использовавшейся на самых ранних этапах разработки AI Dungeon. Игра была воссоздана Уолтоном с использованием этой новой версии модели и временно переименована в AI Dungeon 2.
ИИ в AI Dungeon 2 прошел более целенаправленное обучение по сравнению с его предшественником, используя характерный текст для определенного жанра. Этот учебный материал включал примерно 30 мегабайт контента, извлеченного из сети с веб-сайта ChooseYourstory.com (веб-сайт онлайн-сообщества содержащий контент, вдохновленный интерактивными игровыми книгами) и нескольких свод правил и приключений Dungeons & Dragons.
Изначально новая версия была выпущена как ПО с открытым исходным кодом, доступное на GitHub. Однако в декабре 2019 года игра стала проприетарным программным обеспечением с закрытым исходным кодом и была перезапущена командой разработчиков Уолтона, Latitude (где Уолтон взял на себя роль технического директора). Этот перезапуск включал как новый веб-интерфейс 5 декабря, так и мобильные приложения для iOS и Android (созданные разработчиком приложений Брейдоном Батунгбакалом) 17 декабря. Среди других членов этой команды были Торстен Кройц, отвечающий за долгосрочную стратегию игры, и брат создателя Алан Уолтон, отвечающий за инфраструктуру хостинга.
В это же время Ник Уолтон также организовал кампанию на Patreon для поддержки дальнейшего роста игры (например, добавление многопользовательской и голосовой поддержки, а также долгосрочные планы по включению музыки и графического контента) и превращения игры в коммерческое предприятие, которое, по мнению Уолтона, было необходимо для покрытия расходов на выпуск высококачественной версии игры. AI Dungeon был одним из немногих коммерческих приложений, основанных на GPT-2.
После первого анонса в декабре 2019 года, в апреле 2020 года в игру был добавлен многопользовательский режим. Хостинг игры в этом игровом режиме изначально был ограничен премиум-подписчиками (хотя любой игрок мог присоединиться к хостующей игре).

### Релиз моделиDragon(GPT-3)
В июле 2020 года разработчики представили эксклюзивную премиум-версию модели ИИ под названием Dragon, которая использует новый API OpenAI для использования модели GPT-3 без сохранения локальной копии (выпущена 11 июня 2020 года). GPT-3 был обучен на 570 гигабайтами текстового контента (примерно один триллион слов, стоимость разработки — 12 миллионов долларов) и может поддерживать 175 миллиардов параметров по сравнению с 40 ГБ обучающего содержимого и 1,5 миллиардами параметров GPT-2.
Бесплатная модель также была улучшена до GPT-3, хотя и менее совершенной версии, и получила название Griffin.

Говоря вскоре после этого выпуска о различиях между GPT-2 и GPT-3, Уолтон заявил:
«[GPT-3] — одна из самых мощных моделей искусственного интеллекта в мире… Она гораздо более связна в плане понимания того, кто персонажи, что они говорят, что происходит в сюжете, и просто в плане возможности написать интересную и правдоподобную историю».
Во второй половине 2020 года в AI Dungeon была добавлена функция «Миры», предоставляющая игрокам выбор всеобъемлющих миров, в которых могут происходить их приключения. В феврале 2021 года было объявлено, что разработчики AI Dungeon, Latitude, привлекли начальное финансирование в размере 3,3 миллиона долларов (во главе с NFX при участии Album VC и Griffin Gaming Partners) для «создания игр с „бесконечными“ сюжетными возможностями». Цель этого финансирования состояло в том, чтобы расширить возможности создание контента ИИ за пределы исключительно текстовой концепции AI Dungeon, существовавшей в то время. По словам Уолтона:
«С этой технологией у вас может быть мир с десятками тысяч персонажей со своими надеждами, желаниями и мечтами…У вас могут быть динамичные, живые миры, а не что-то вроде World of Warcraft, где 10 миллионов человек выполняют один и тот же квест». 

## Восприятие
Около двух тысяч человек сыграли в оригинальную версию игры в течение первого месяца после её выпуска в мае 2019 года. Напротив, в течение недели после перезапуска в декабре 2019 года игра достигла более 100 000 игроков и более 500 000 прохождений, и достигла 1,5 миллиона игроков к июню 2020 года.
По состоянию на декабрь 2019 года соответствующая кампания игры на Patreon собирала около 15 000 долларов в месяц.

### Отзывы GPT-2 версии
| Иноязычные издания | Иноязычные издания |
| Издание            | Оценка             |
| ------------------ | ------------------ |
| Stuff              | [ 6 ]              |
| TapSmart           | [ 7 ]              |
| 148Apps            | [ 48 ]             |

В своем обзоре версии AI Dungeon на GPT-2 (известной в то время как AI Dungeon 2) в январе 2020 года Крейг Граннелл из Stuff Magazine назвал ее «приложением недели» и присвоил ей 4 звезды из 5. Граннелл похвалил гибкость игры и её функцию индивидуального сюжета, но раскритиковал резкие смены сюжета, которые были обычным явлением в версии игры GPT-2: 
[AI Dungeon] — это бесконечный мир сказочного повествования и захватывающий взгляд в будущее ИИ. 
Кэмпбелл Бёрд из 148Apps также оценил эту версию игры 4 из 5 звезд в своем обзоре, похвалив игру за креативность и критикуя отсутствие запоминания предыдущего контента: 
AI Dungeon похож на импровизацию с партнером, который в равной степени увлечён и пьян…[Эта] игра очаровательна, иногда разочаровывает, но в основном просто впечатляет своим необычным творчеством и духом. 
Джон Манди из TapSmart присвоил игре 3 звезды из 5, также высоко оценив её разнообразие и «волшебный» режим пользовательского приключения, но описал свои приключения в игре как «часто слишком пассивные и расплывчатые» и лишённые смысла.

### Отзывы GPT-3 версии
Рецензенты, в том числе Линдси Бикнелл, отметили склонность ИИ к созданию сексуального контента, несмотря на отсутствие таковых указаний со стороны игроков. Генеральный директор Latitude Ник Уолтон и сотрудник Сучин Гуруранган ответили на подобные замечания, заявив, что такое поведение было неожиданным, и объяснив, что подобное происходит из-за отсутствия строгих ограничений, наложенных на модель GPT-3. Они заявили, что не сделали достаточно для того, чтобы предотвратить подобное поведение «в дикой природе».

### Создание неигрового контента
Помимо тех, кто использовал AI Dungeon по его основному назначению в качестве игры, другие пользователи экспериментировали с использованием его интерфейса для создания других форм контента, которых нельзя было найти в традиционных играх (в основном с помощью режима пользовательского приключения). Хотя игра в основном обучалась с использованием текстовых приключений, учебный контент для самих моделей GPT включал большое количество веб-контента (включая всю англоязычную Википедию), что позволило игре быть пригодной для использования в областях, выходящих за пределы её основной направленности. Примеры использования AI Dungeon таким образом включают:
- Написание ИИ истории о самом себе[8].
- Написание ответа на философские эссе[54].
- Беседа с психологом[55].
- Создание интервью по вопросам этики[56].
- Участие в собственном сеансе терапии[57].
- Взаимодействия с вымышленными версиями знаменитостей[58].
- Размещение контента в вымышленной версии Instagram[59].
- Создание порнографического контента[51][60][61][62][63].

### Модерация контента и конфиденциальность пользователей
В апреле 2021 года AI Dungeon реализовал новый алгоритм модерации контента для борьбы со случаями текстовой детской порнографии, созданной пользователями. В процессе модерации участвовал модератор-человек, читающий частные истории. Фильтр часто имел ложные срабатывания из-за нетипичных формулировок (такие термины, как «восьмилетний ноутбук», ошибочно истолковывались как возраст ребенка), затрагивая легальные порнографические и непорнографические истории. В результате введения системы модерации возникли споры и люди забросали негативными отзывами AI Dungeon, где они отмечали ложные срабатывания и отсутствие коммуникации между Latitude и пользовательской аудиторией после внесенных изменений.